# Kimberley régió

Kimberley régió északi részének térképe

Kimberley Nyugat-Ausztrália kilenc régiója közül a legészakibb fekvésű. Nyugaton az Indiai-óceán, északon a Timor-tenger, délen a Pilbara régióban fekvő Nagy-homoksivatag és a Tanami-sivatag, keleten pedig az Északi terület határolja.
Északnyugati partvidéke tagolt, számos öböl, sziget és félsziget található itt: a King-öböl a Dampier-félszigettől nyugatra, a Collier-öböl, a Brunswick-öböl, az Admirality-öböl, a Joseph Bonaparte-öböl vagy a Cambridge-öböl, illetve a Bonaparte-szigetcsoport, a Buccaneer-szigetcsoport és a Lacepede-szigetek. Elsősorban e tagoltság miatt a Broome és Wyndham közötti partszakasz számottevő része közúton nem, csupán hajóval vagy helikopterrel közelíthető meg. Legészakibb pontja a Londonderry-fok. Nagyobb tava az Argyle-tó.
A régiót 1979-ben Alexander Forrest, felfedező és földmérő nevezte el John Wodehouse, brit liberális politikus, Kimberley első grófja után, aki a brit kormányban a gyarmati ügyek minisztereként szolgált az 1870–74-es és az 1880–82-es időszakban.
A régió lakossága 2011-es adatok szerint 50 113 fő. A népesség a tél folyamán jellemzően nagymértékben megnő. Három 2000 lakosnál nagyobb városa van: Broome (12 766 lakos), Derby (3261 lakos) és Kununurra (4573 lakos). A kisebb települések közé tartozik Fitzroy Crossing, Halls Creek és Wyndham. A régió lakosságának mintegy 40%-a ausztrál őslakos.

## Történelem
Kimberley Ausztrália egyik legkorábban betelepült része; az első emberek körülbelül 65 000 évvel ezelőtt jelentek meg a partvidéken. Változatos kultúrát hoztak létre, amely aztán évezredek alatt továbbfejlődött. Elsősorban jamszgyökeret termesztettek, illetve a sziklarajzok arra utalnak, hogy itt alkalmazhatták a legkorábban a bumerángokat. A régióban a legelterjedtebb a Wandjina istenségek tisztelete volt, és a helyi népesség körében egy, a lélekvándorlást középpontba helyező hitvilág alakult ki.
A 18. században a Holland Kelet-indiai Társaság főkormányzója, Anthony van Diemen után a holland felfedezők a Kimberley régiót és a közeli Darwin környékét Van Diemen-földnek nevezték, ami nem keverendő össze Tasmania általános és hosszabb időszakon keresztül használt, korai gyarmati elnevezésével.
A Brit Királyi Földrajzi Társaság expedíciójának támogatásával George Grey és Franklin Lushington hadnagy 12 fős személyzettel, a Lynher nevű szkúneren 1837-ben hajózott ki a dél-afrikai Fokvárosból, hogy december 2-án elérjék a Hanover-öblöt. A teljesen tapasztalatlan felfedezőcsapat 1838. január 19-én indult el a szárazföld belseje felé, ahol haladásukat hátráltatta az árvízzel sújtott vidék, és útközben kénytelenek voltak készleteik nagy részét hátrahagyni. A csapat rendszeresen szétszakadt, miközben nagyszámú, ellenséges őslakossal találták szembe magukat. Február 11-én Greyt lándzsatalálat érte, de kritikus állapotából két hét alatt sikerült annyira felépülnie, hogy folytathassa az utat. A csapat megtalálta és elnevezte a Gairdner-folyót, a Glenelg-folyót, a Stephen és Whately hegyláncokat, valamint a Lyell-hegyet, majd áprilisban visszatért a Hanover-öbölbe. Ott vette fel őket a Mauritiusra tartó HMS Beagle és a Lynher.
1879-ben Alexander Forrest, a nyugat-ausztrál kormány földmérője egy hétfős csapatot élén jutott el a nyugati parti Beagle-öbölből az Északi területen fekvő Katherine-be. Forrest feltérképezte és nevet adott a régiónak, valamint a Margaret-folyónak, az Ord-folyónak, a Lipót-király- (ma Wunaamin-Miliwundi-) hegységnek, illetve jó vízellátottságú, legelőnek alkalmas területeket talált a Fitzroy-  és az Ord-folyó mentén. Forrest ezt követően földügynökként tevékenykedett, és közreműködésével, az 1883-ig tartó időszakban több mint 21 millió hektár állami földterületet adtak haszonbérletbe Kimberley régióban.
1881-ben nehéz és veszélyekkel teli útjuk során Philip Saunders és Adam Johns Kimberley több pontján aranyat találtak. 1881 elején megérkezett a Beagle-öblön túli területre az első öt marhatenyésztő, akik Murray Squatting Company néven mintegy 120 ezer hektár vettek birtokba, ahol megalapították a Yeeda Station állattartó telepet.  Ugyanők voltak 1883-ban, akik elsőként juhokat nyírtak Kimberley déli részén. További brit–európai származású telepesek érkeztek, amikor 1885-ben a keleti államokból induló marhahajcsárok megfelelő legelőterületeket keresve szarvasmarhákat hajtottak át a kontinens nyugati területeire. A régióba való európai bevándorlás újabb lendületet kapott, miután Halls Creek környékén újabb aranylelőhelyeket fedeztek fel.
Az 1890-es években a régió nagyobb fegyveres őslakosok felkelése helyszíne volt, amelyet egy bunuba népcsoporthoz tartozó harcos, Jandamarra vezetett.
A második világháború előestéjén, az Európában egyre terjedő antiszemitizmus hatására a Freeland League for Jewish Territorial Colonization nevű, nem cionista szervezet üldözött zsidók számára keresett új hazát. 1938–39 fordulóján a szervezet 16–28 ezer km² megvásárlásáról folytatott tárgyalásokat mintegy 75.000 üldözött zsidó befogadására Kimberley-ben és az Északi Területen: ez volt az ún. Kimberley-terv. A tervet végül 1944-ben a munkáspárti John Curtin vezette kormány elutasította, mivel azt egy közvéleménykutatás szerint az ausztrálok alig fele támogatta.
A második világháború alatt, a tengelyhatalmakkal szemben álló Ausztráliában, Kimberley-ben egy kisebb japán felderítőcsapat – egy halászhajó fedélzetén négy japán tiszt kíséretében – szállt partra 1944. január 19-én, mivel egyes jelentések szerint a szövetségesek jelentős katonai bázisokat igyekeztek kialakítani a térségben. A művelet egy napon és egy éjszakán keresztül zajlott: átvizsgálták a York-tengerág térségét, majd január 20-án visszatértek a timor-szigeteki Kupangba. Miután februárban hazatértek Japánba, a csoportot irányító altiszt javasolta, hogy börtönökből 200 japán rabbal indítsanak gerillatevékenységeket Ausztráliában. Végül a javaslatot elvetették.

## Közigazgatás
Szövetségi szinten Kimberley a Durack választókerületben megválasztott képviselőt küldi a szövetségi parlamentbe. Állami szinten Kimberley választókörzet a régió egészére és annak településeire egyaránt kiterjed.
Kimberley régióban négy helyi önkormányzati terület (shire) van:  Broome, Derby–Nyugat-Kimberley, Halls Creek, valamint Wyndham–Kelet-Kimberley.

## Őslakos nyelvek
A Kimberley régióval a nyelvi sokszínűség terén Ausztráliában kizárólag az Északi terület legészakibb része, az úgynevezett Top End vetekszik. Attól függően, hogy hol húzzuk meg Kimberley földrajzi határaitól, illetve mit tekintünk nyelvnek (szemben a dialektusokkal), egykor körülbelül 50–60 őslakos nyelvet beszéltek ezen a területen. Ezek túlnyomó többsége nem a pama-nyungan nyelvek családjához tartozik. A Kimberley régióból négy őshonos, elsődleges nyelvcsalád ismert:
- nyulnyulan nyelvek, ideértve a Dampier-félszigeten és a Fitzroy-folyó mentén beszélt nyelveket,
- bunuban nyelvek, ideértve a Fitzroy-folyó medencéjében beszélt nyelveket,
- worrorran nyelvek, ideértve a Kimberley északi részén, a King-öböltől északra, egészen Wyndhamig beszélt nyelveket,
- jarrakan nyelvek, ideértve az Ord-folyó mentén, Halls Creektől Wyndhamig és Kununurráig beszélt nyelveket.

Kimberley régióban és környékén beszélt pama-nyungan nyelvek közé tartoznak a marrngu nyelvek (például a karajarri és a nyangumarta, a ngumpin nyelvek (például a walmajarri és a jaru), a yapa nyelvek (például a warlpiri) és a nyugati sivatagi nyelvek (köztük a wangkajunga nyelvvel és a kukatja nyelvjárással). A Kimberley környékén beszélt nem pama-nyungan nyelvek – amelyek beszélői ma már a Kimberley régión belül élnek – közé tartozik a daly, a murrinh-patha, a nyugati mirndi és a jaminjung nyelv.
Ma már számos őslakos nyelvet nem beszélnek napi szinten. Kimberley-ben az ausztrál angol mellett az európaiak megjelenése után kialakult, beszélt nyelvek közé tartozik az ausztrál őslakos angol, az észak-ausztrál kreol és pidzsin nyelv, valamint a Broome környéki gyöngytenyésztők körében a maláj nyelvből kialakult pidzsin (Broome Pearling Lugger Pidgin).

## Művészet

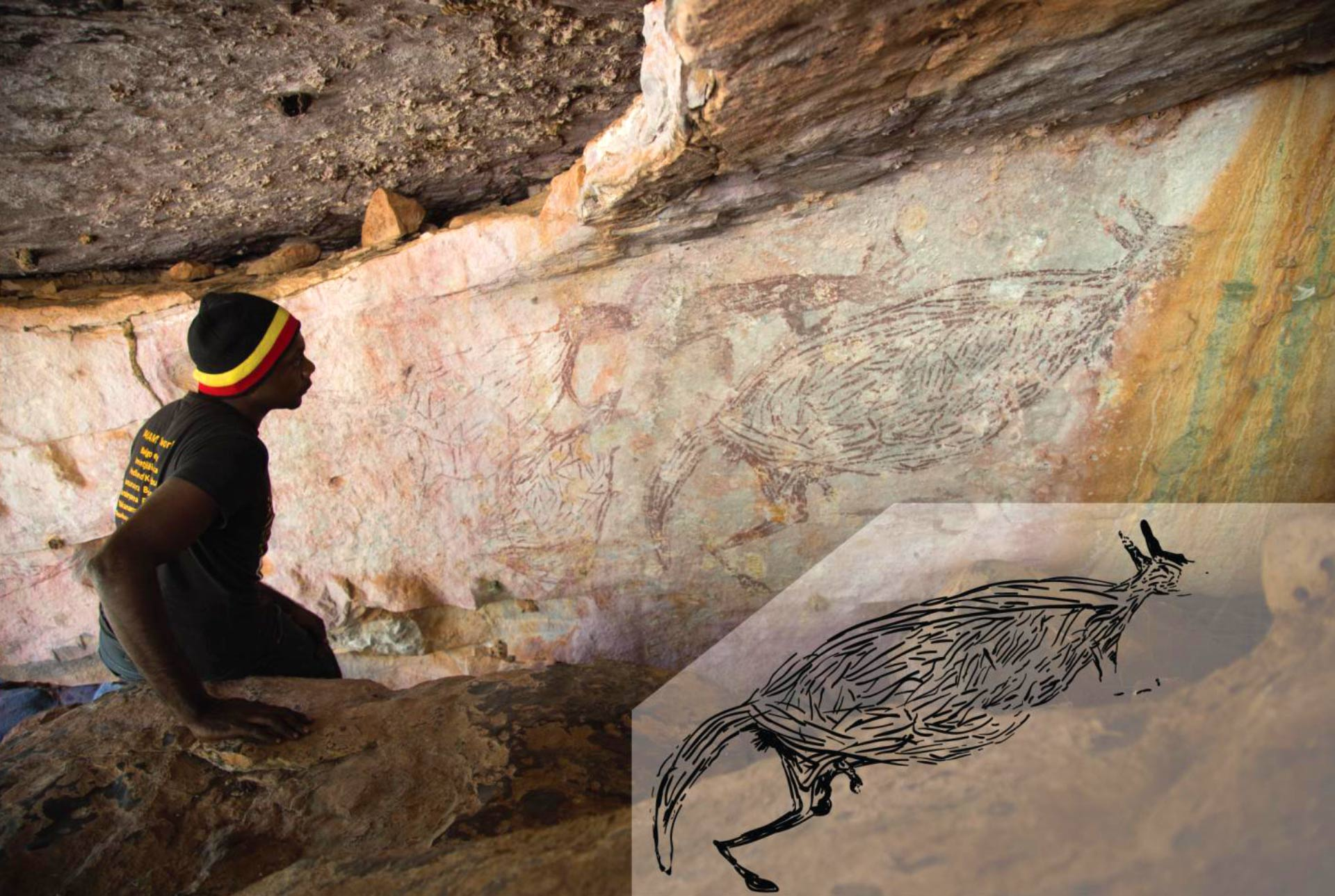
Kengurut ábrázoló sziklarajz mellette annak egyértelműsítő másolatával

A Kimberley régió a művészetek rendkívül gazdag tárházát kínálja, különlegességei az őslakosok által készített sziklarajzok. A terület méretére tekintettel kevéssé meglepő, hogy az itt fellelhető sziklarajzok tízezrei a régió különféle kulturális csoportjait reprezentálják. A helyi lakosság sokfélesége lehetővé tette számos különböző művészeti stílus kialakulását, amelyek közül a legismertebbek a Wandjina és a gwion gwion sziklarajzok. A stílusok sokszínűsége mellett az elkészítési technikák is hasonlóképpen változatosak. A kimberley-i sziklarajzok legkorábbi formáját a kézlenyomatok jelentették, jóllehet olyan technikákat is alkalmaztak, mint a kőmetszés, a festés, a festett felületek kikarcolása és kivésése, a rajzok, később pedig méhviasz felvitelével készült rajzok. A különféle stílusok és technikák mellett léteznek egységes, a kulturális és természeti környezet változásait és állandóságát  tükröző vizuális ábrázolások is.
A változatos stílusok és technikák széles körben vonzzák a régészeti és antropológiai kutatásokat, amelyek e műalkotások vizsgálatára, megőrzésére, esetenként helyreállítására törekszenek. A rajzok a legjobb állapotban a védett barlangokban, üregekben és sziklakiszögellésekben maradtak fenn. Ezekre a helyekre jellemző a legrégebbi alkotások közé datált, életnagyságú állatábrázolások, amelyek naturalisztikus megközelítést tükröznek, esetenként egyszerű mintákkal kitöltöttek. Tökéletes példa erre egy sziklamenedék Kimberley északkeleti részén, ahol egy festett, kétméteres kenguru látható a mennyezeten. A lelet különlegességét az adja, hogy a régészek a festmény alatt és a felső részén kormeghatározásra alkalmas kaparódarázs-fészkek maradványait azonosították, és a mintaelemzés alapján a sziklarajz korát 17 500 és 17 100 év közé tették, ami így az Ausztráliában ismert legrégebbi, kengurut ábrázoló sziklarajz.

## Földrajz

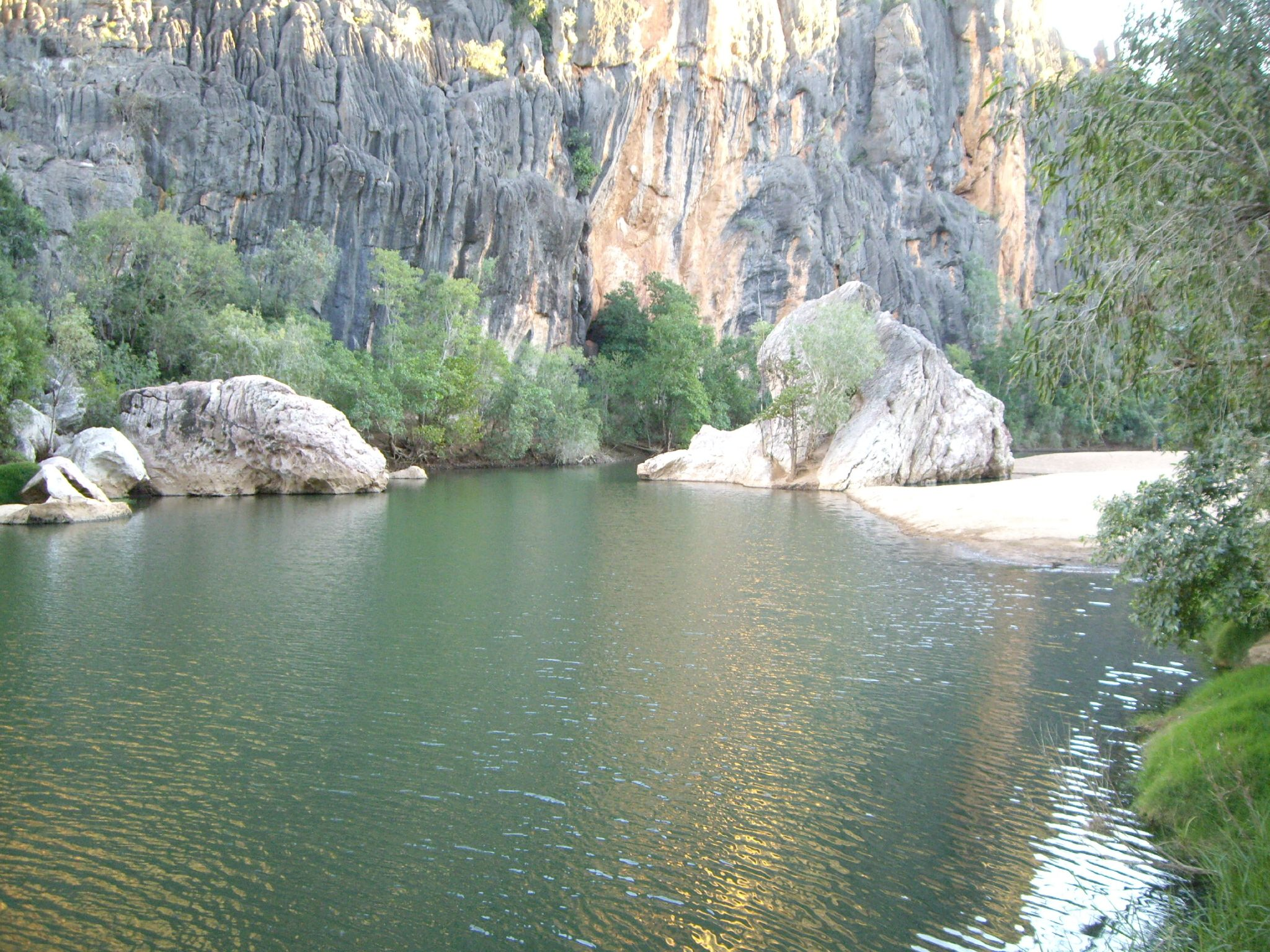
A Lennard-folyó

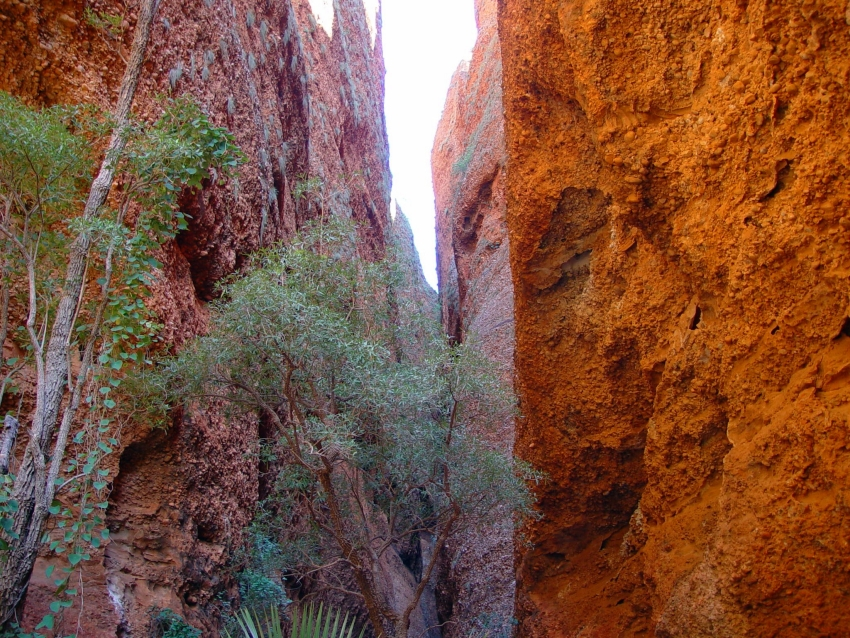
A Hangyászsün-sziklahasadék a Bungle Bungle-hegységben

Kimberley területe 423 517 km², ami körülbelül háromszor nagyobb, mint Anglia, Victoria állam kétszerese, illetve alig kisebb Kalifornia területénél.
Kimberley felszínét jellemzően Ausztrália északnyugati részének ősi, meredek lejtőjű hegyvonulatai alkotják, amelyeket homokkő- és mészkőszurdokok, valamint meredek hegygerincek szabdalnak, ahonnan a szélsőséges ausztrál monszun éghajlat a talaj nagy részét erodálta. Kimberleynek a Dampier-félszigeten túli déli felét szarvasmarha-tenyésztésre alkalmas, síkabb, száraz trópusi füves területek uralják. Kimberley egyes részein, például az Ord és Fitzroy folyók déli völgyeiben a talajok viszonylag jól hasznosítható vertiszolban gazdagok, míg máshol a laterit dominál. Bár a hegységek sehol nem érik el az 1000 méteres magasságot, a lejtők a régió nagy részét nehezen járhatóvá teszik, különösen az esős évszakban, amikor még a szilárd burkolattal ellátott utakat is gyakran elönti a víz. A partvidéket északon jellemzően meredek sziklák alkotják, délen viszont laposabb; minden tengerparti rész erősen kitett az árapály-tevékenységnek.

### Éghajlat

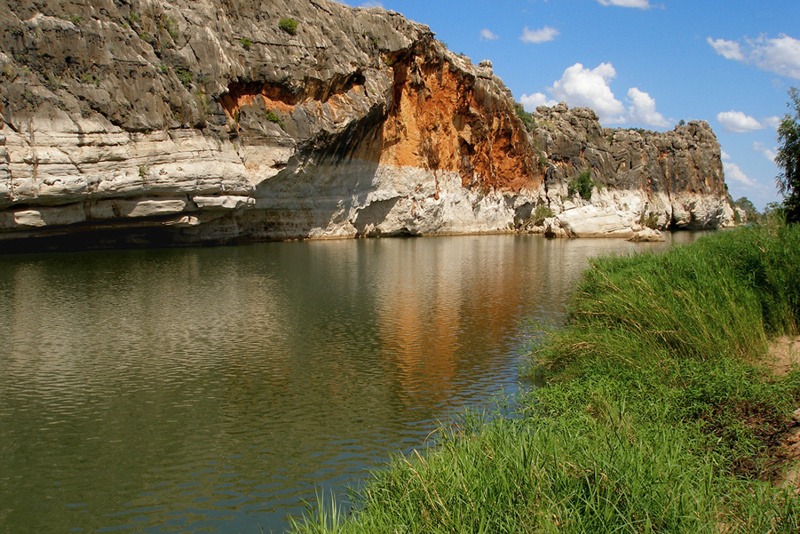
A Fitzroy-folyó a Geikie Gorge Nemzeti Parkban, 2007.

Kimberley a trópusi monszun éghajlati övben fekszik. A régió a csapadékmennyiség mintegy 90%-át a rövid, novembertől áprilisig tartó esős évszakban kapja, amikor gyakoriak a trópusi ciklonok (különösen Broome környékén), és a folyók is áradnak. Az éves csapadékmennyiség északnyugaton a legnagyobb – Kalumburu település és a Mitchell-fennsík környékén átlagosan évi 1270 mm –, míg a legkisebb délkeleten (évente átlagosan 520 mm körüli). Májustól októberig a száraz évszakra a délkeleti szelek, és ezzel együtt a napsütéses nappalok és hűvös éjszakák a jellemzők. A régióban az éghajlatváltozás 1967 óta nagymértékű, a becslések szerint akár 250 mm növekedést is eredményezhetett az éves csapadékmennyiségben. Egy 2007-es tanulmány szerint az ázsiai eredetű levegőszennyezés fontos szerepet játszhat a csapadékmennyiség ilyen mértékű emelkedésében. 1997-ben és 2000-ben a régiót különösen heves esőzések érték, amelyek a Fitzroy és más folyók rekordnagyságú áradásához vezettek.
Kimberley Ausztrália egyik legmelegebb része, az átlagos éves középhőmérséklet 27 °C körüli, az átlagos maximális hőmérséklet pedig szinte mindig – még júliusban is – 30 °C felett van. Az év legmelegebb időszaka az esőzések kezdete előtti november hónap, amikor a hőmérséklet a tengerparton gyakran meghaladja a 37 °C-ot, a szárazföldön pedig jóval 40 °C fölé emelkedik. A júliusi átlagos minimális hőmérséklet a déli területekre jellemző 12 °C és a partvidéki 16 C° között mozog, míg novemberben és decemberben általában 26 °C körül van. A rekordmagas hőmérsékletek 47–48 °C körüliek, míg a legalacsonyabb hőmérsékleti értékek 2–3 °C szinten alakulnak, bár a Kimberly-fennsík egyes részein a száraz évszakban 0 °C alá is eshetnek.
A Kimberley régió yawuru őslakosai, hagyományosan hat évszakot különböztetnek meg meteorológiai események, valamint a növény- és állatvilággal kapcsolatok megfigyeléseik alapján.
| Név        | Hónap(ok)        | Fordítás                      | Jellemzők                                         |
| ---------- | ---------------- | ----------------------------- | ------------------------------------------------- |
| Man-gala   | december–március | esős évszak                   | erős szelek, monszun                              |
| Marrul     | április          | az esők távozása              | szelek hiánya, erős árapály-tevékenység, forróság |
| Wirralburu | május            | száraz évszak                 | csapadék hiánya, forró napok, hideg éjszakák      |
| Barrgana   | június–augusztus | hideg évszak                  | némi köd, száraz szelek                           |
| Wirlburu   | szeptember       | melegedő évszak               | egyre melegebbé váló nappalok és éjszakák         |
| Laja       | október–november | felkészülés a nedves évszakra | forró és nedves                                   |

### Geológia

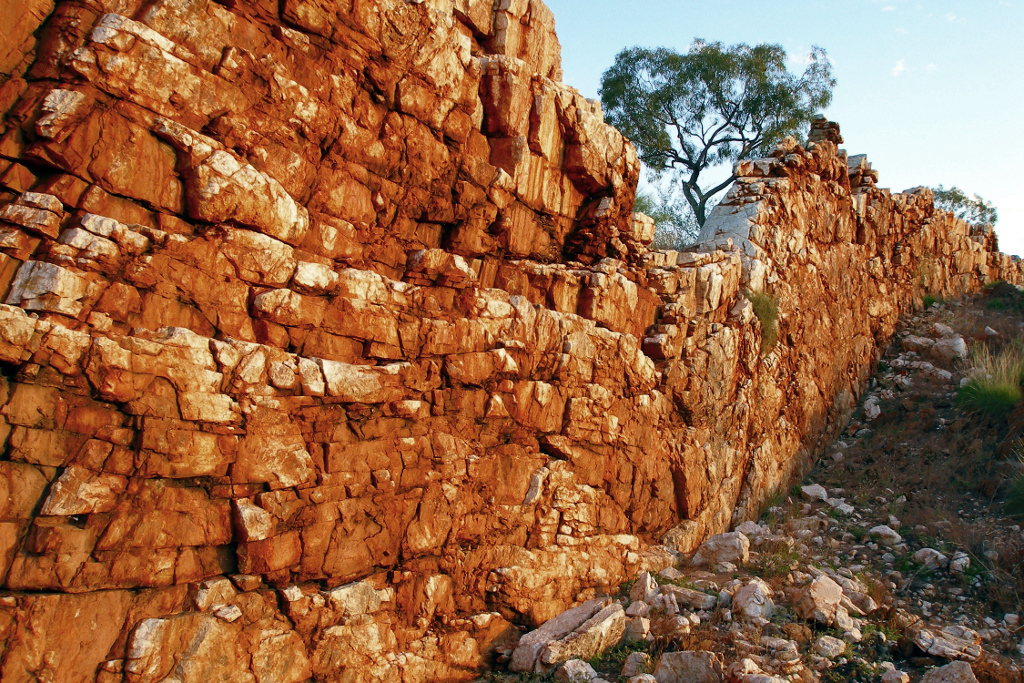
A „kínai fal” – természetes sziklaképződmény Halls Creek közelében

A terület a Kimberley-tömb fiziográfiai régiójaként is ismert, és a nagyobb nyugat-ausztráliai-pajzs része.
A devon földtörténeti időszak alatt, az akkor még a Kimberley régió egyes részeit borító tenger visszahúzódása előtt, a területen egy zátonyrendszer alakult ki. Ez a zátonyrendszer a Nagy-korallzátonyhoz hasonlított, és nyomai még ma is felfedezhető a Napier-hegység és a Ningbing-hegység olyan felszíni formáiban, mint a Tunnel Creek, valamint a Windjana és Geikie hegyszorosok.

## Környezet
A zord és változatos homokkő táj jellegzetes vadvilágnak ad otthont, amelyet a nyugat-ausztrál Környezetvédelmi és Természetvédelmi Minisztérium alaposan feltérképezett. A Kimberley-ben fellelhetőhöz hasonló élőhelyek találhatók a régió határain túl is: az Északi területen, elsősorban a Victoria és a Daly folyók völgyében, ugyanakkor ezeket kevésbé tárták fel.

### Növényvilág

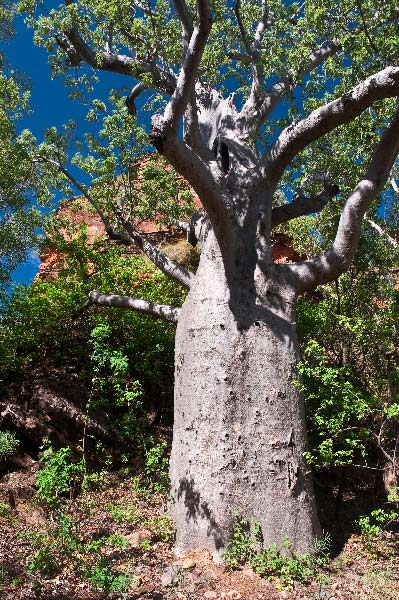
Ausztráliai kenyérfa (boab) Kununurra közelében

Kimberley nagy részét nyílt szavannaerdők borítják, amelyeket a gyakran az eukaliptuszfélékhez sorolt, alacsony növésű Corymbia nemzetség és az ausztráliai kenyérfa (Adansonia gregorii) egyedei uralnak, illetve a nedvesebb térségekben olyan eukaliptuszfajok nőnek, mint az Eucalyptus tetrodonta és az Eucalyptus miniata. A déli Dampier-félsziget vörös homokos talajára és az őshonos növényzetre együttesen utaló, helyi őslakos nyelvből eredő kifejezés, a pindan a helyben jellemző fás pusztákat jelöli, míg a termékenyebb területeken, így az Ord-folyó völgyében a fákat a Chrysopogon, Aristida, Dichanthium és Xerochloa családokhoz tartozó fűfélék kísérik. Az Ord, a Fitzroy és más folyók partjainál a növényzet nagyobb változatosságot mutat: csapadékosabb északi részek védett szurdokaiban, foltokban trópusi és szubtrópusi lombhullató erdők találhatók, amelyeket Ausztráliában monszunerdőknek, lombhullató indás erdőnek vagy indás bozótosnak (gyakorta tévesen „száraz esőerdőnek”) neveznek. Ezek 1965-ig ismeretlenek voltak a tudomány előtt, és a kontinens trópusi, illetve Nyugat-Ausztrália délnyugati területein kívül florisztikailag Ausztrália egyik leggazdagabb részét képezik. A folyók síkabb torkolati vidékein mangroveerdők is fellelhetők.

### Állatvilág

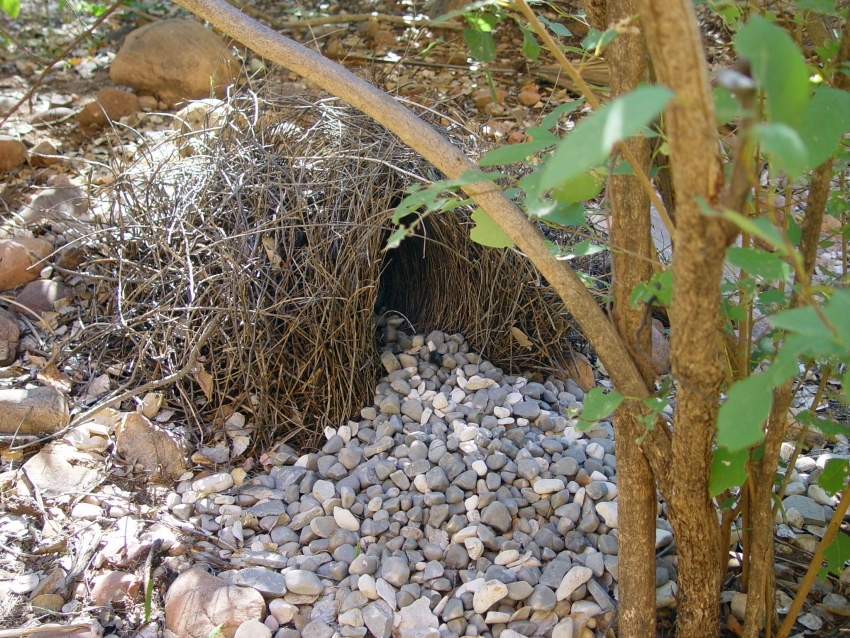
Lugasépítő madár fészke

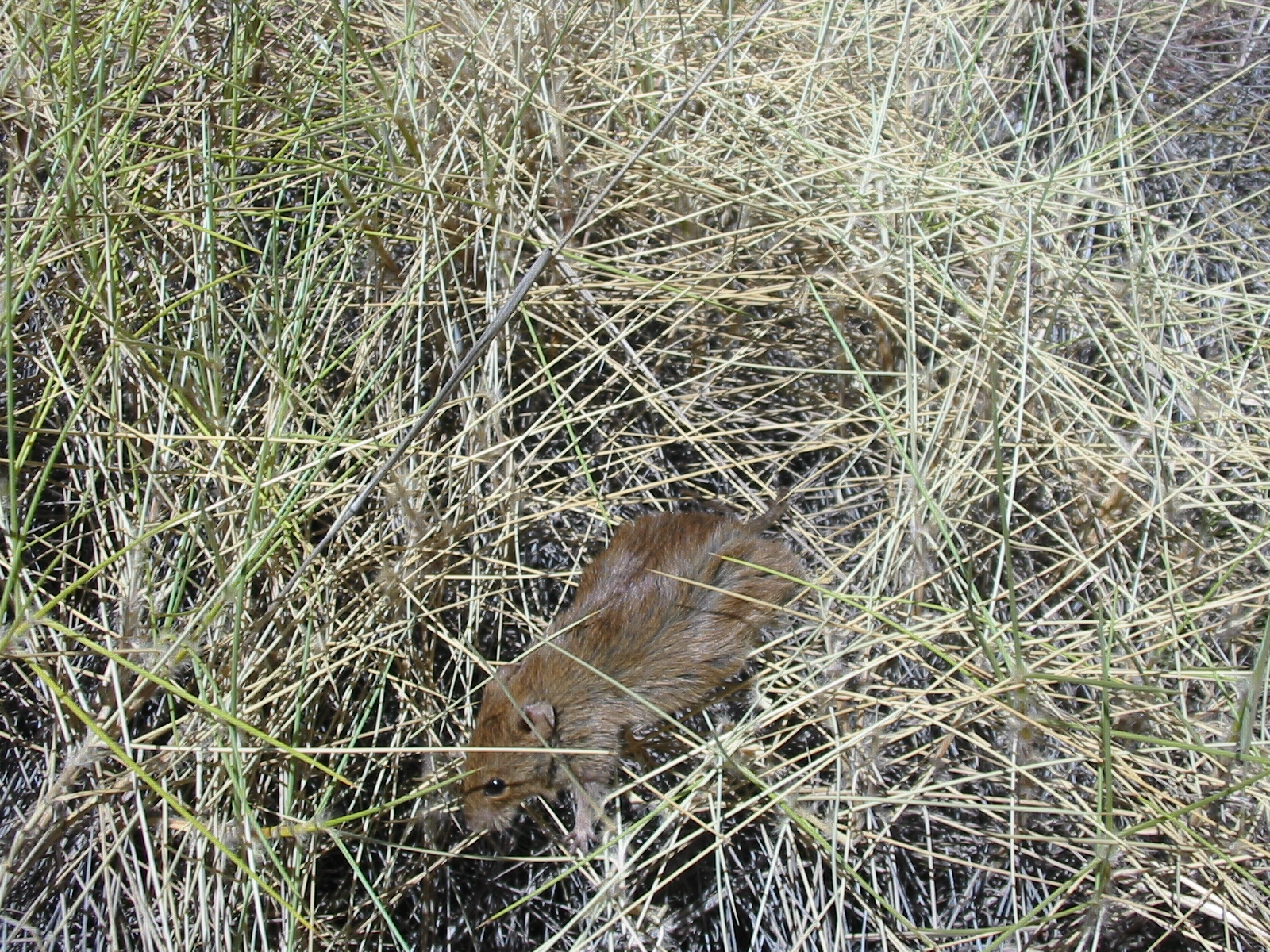
Sivatagi ausztrálegér

Az itt élő állatok közé tartozik a hatalmas bordás krokodil és számos madárfaj: a sólyomkakukk, az ausztrál koel, a bíborsapkás tündérmadár és a lugasépítő. Észak-Kimberley homokkőszurdokai fontos menedéket jelentenek endemikus fajok különösen gazdag csoportjának, néhány, a sík területekről mára eltűnt fajnak, mint a bíborsapkás tündérmadár, a veszélyeztetett Gould-amandina és számos kétéltű (Limnodynastes depressus, Ranoidea cavernicola, Ranoidea splendida, Uperoleia aspera, Uperoleia minima, Uperoleia crassa, a nem megerősített előfordulású Uperoleia marmorata, Uperoleia mjobergii, Uperoleia lithomoda, Uperoleia talpa). A különösen a síkvidékeken csökkenő egyedszámú emlősök közé az erszényesnyúl, a törpe erszényesnyest, a Tunney-patkány, az aranyhátú ausztrálpatkány és az arany bandikut tartozik. Gyakoriak az őshonos fa- és cserjefajok tekintetében lényeges pollen- és magszórási tevékenységet végző repülőkutyafélék (fekete repülőkutya, kis vörös repülőkutya). Az egyik endemikus gekkófaj, a Gehyra kimberleyi a Kimberley régióról kapta a nevét.
A Kimberley középső részén található szurdokvölgyek – Windjana-szurdok, Tunnel Creek és Geikie-szurdok – a nagyszámú állati fosszíliákról és népes denevérkolóniákról ismertek. Az Argyle-tó környéke, az Ord-folyó torkolata, valamint Kimberley más, jelentős vizes élőhelyei, például az Eighty-mile Beach és a Roebuck-öböl a partimadarak fontos megállóhelyként szolgálnak. Végül az északi partszakaszokon számos sziklás sziget található, amelyek tengeri madaraknak és teknősöknek adnak otthont.

### Természetvédelem

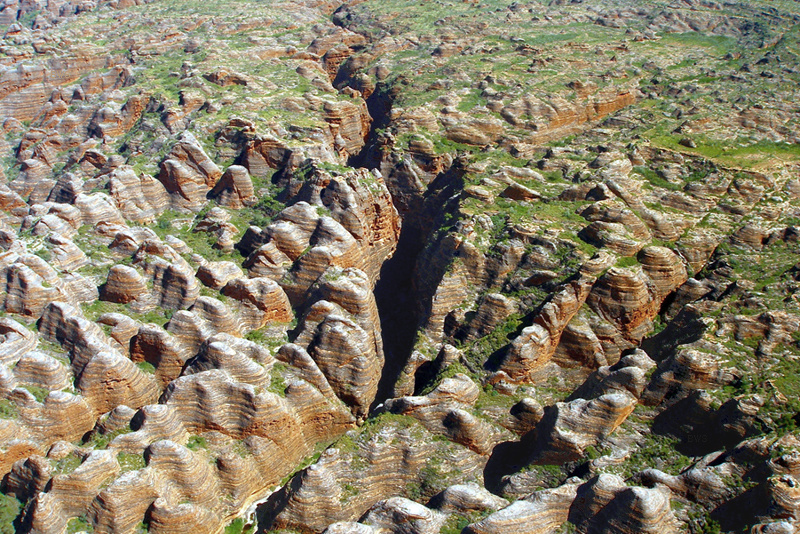
Purnululu Nemzeti Park

Az Ord-folyó völgyének különösen termékeny részein, valamint az Északi Területen a Daly-folyó medencéjében található, eredetileg Kimberley-típusú élőhelyeken kívül a Kimberley régió nagy részén természetes állapotok maradtak fenn. Kedvezőtlen hatásként értékelhető a déli legelőkön több mint egy évszázada folyó állattartás, valamint a behurcolt gyomnövények, például a bojtorján szerbtövis (Xanthium strumarium), a Jeruzsálem-tövis (Parkinsonia aculeata), a Jatropha gossypifolia és a ricinus (Ricinus communis), illetve az elvadult macskák és az őslakosok hagyományos, a gyepterületek és bozótosok megújítására irányuló, égetéses gazdálkodásának a visszaszorulása. Az északabbra fekvő, távoli homokkőterületek viszont értékes, jó állapotban lévő, eredeti élőhelyeket kínálnak számos vadon élő állatnak.

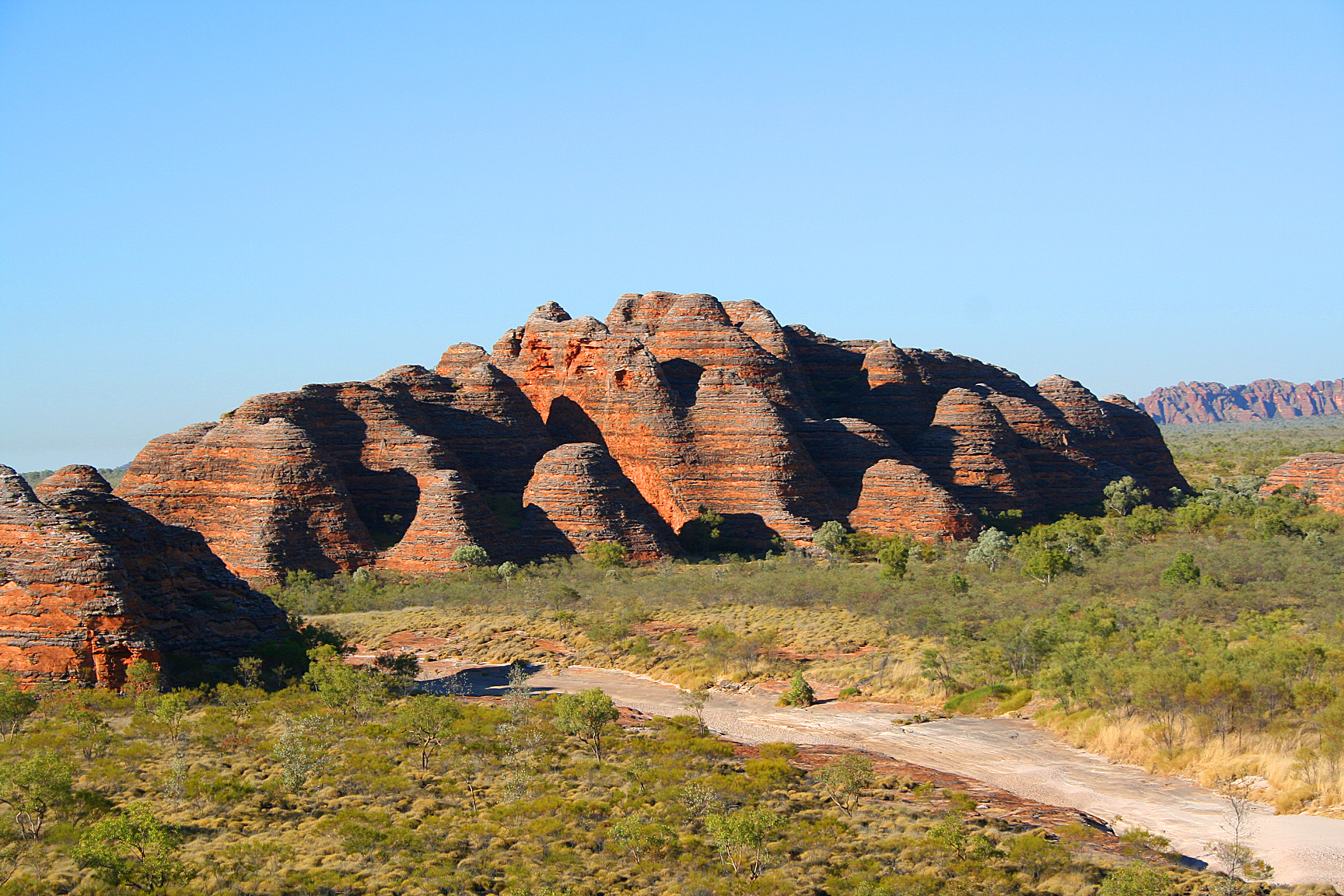
Purnululu Nemzeti Park – a Bungle Bungle-helység homokkő kupolái

A legnagyobb védett területek a Prince Regent Nemzeti Park és a Drysdale River Nemzeti Park, valamint az Északi Területre is átnyúló, hasonló élőhelyekkel bíró Gregory Nemzeti Park és Keep River Nemzeti Park (ez utóbbihoz a legközelebbi város Kimberley-ben Kununurra).
Kimberley népszerű idegenforgalmi célpont, olyan területekkel, mint a Purnululu Nemzeti Parkban található Bungle Bungle-hegység, a kelet–nyugati irányban 660 km-en keresztül húzódó útvonal, a Gibb River Road, az Argyle-tó, az eredetileg szarvasmarhatartó-telepként működő El Questro Station, a csak terepjáróval elérhető természetvédelmi terület, a Mornington Sanctuary, az árapály-jelenség okozta „vízszintes vízesés”, azaz a Horizontal Falls és a Leveque-fok. Az év egyes időszakaiban a Gibb River Road és a Bungle Bungle-hegységbe vezető út időnként, valamint számos más terület kizárólag négykerék-meghajtású járművel érhető el. A régióba érkezőknek ugyanakkor érdemes figyelniük arra, hogy a területen az év bármely szakában folyhat irányított égetés. 2011 szeptemberében, például, egy tűzben öten – ketten súlyosan – megsérültek, miközben a Kimberley ultramaratoni terepfutóversenyen vettek részt.
A régióban található további parkok: Geikie Gorge Nemzeti Park, Mirima Nemzeti Park, Mitchell River Nemzeti Park, Point Coulomb Nemzeti Park, Purnululu Nemzeti Park, Tunnel Creek Nemzeti Park, Windjana Gorge Nemzeti Park és Wolfe Creek Meteorite Crater Nemzeti Park. A nyugat-ausztráliai kormány 2012-ben jelentette be a 7062 négyzetkilométeres Camden Sound Tengeri Nemzeti Park létrehozását, amelyet további három hasonló védett terület kialakítása fog követni.
2006-ban a The Wilderness Society ausztrál civil szervezet Save the Kimberley címmel kampányt indított a Kimberley régió természeti értékeinek megőrzéséért, elsősorban a Broome környékét érintő, földgázkitermelésre irányuló tervek megakadályozására.

## Gazdaság

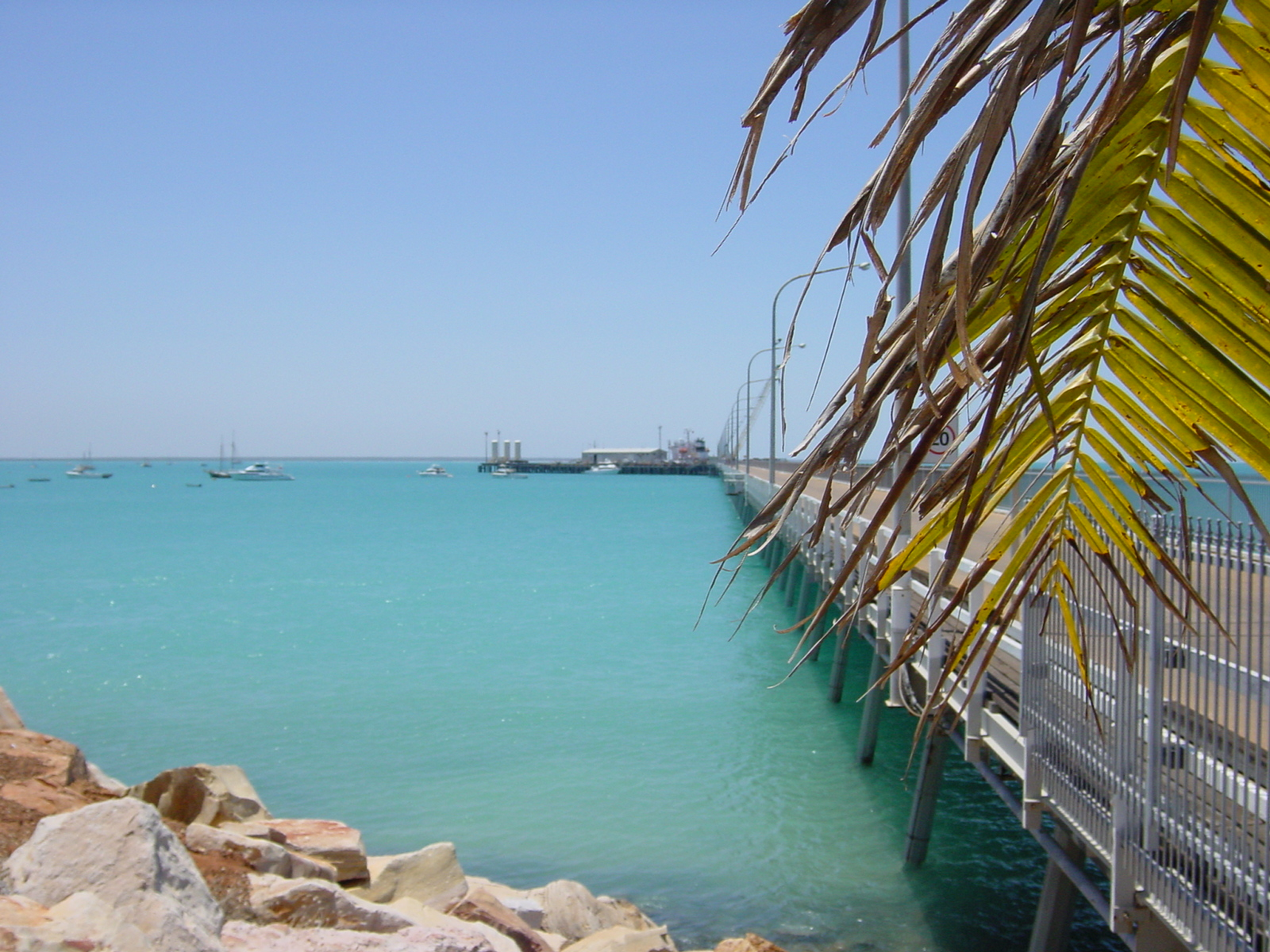
Broome mélyvízi kikötőhídja és mólója

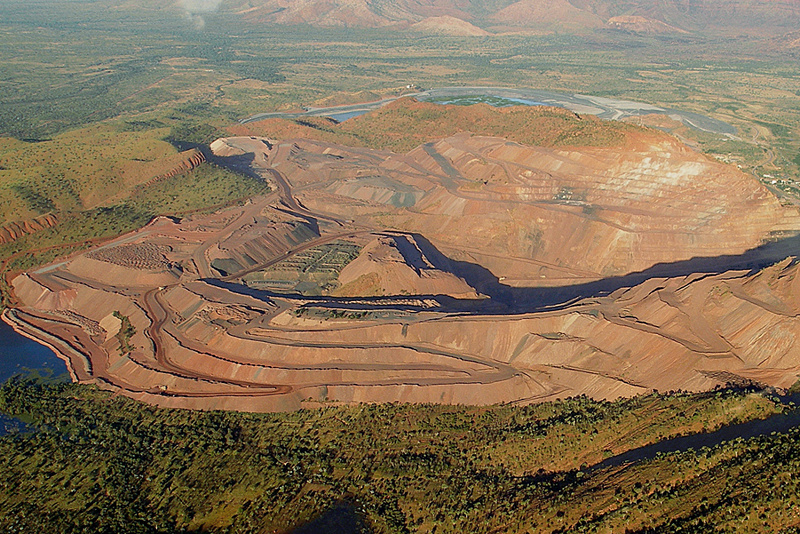
Az Argyle gyémántbánya

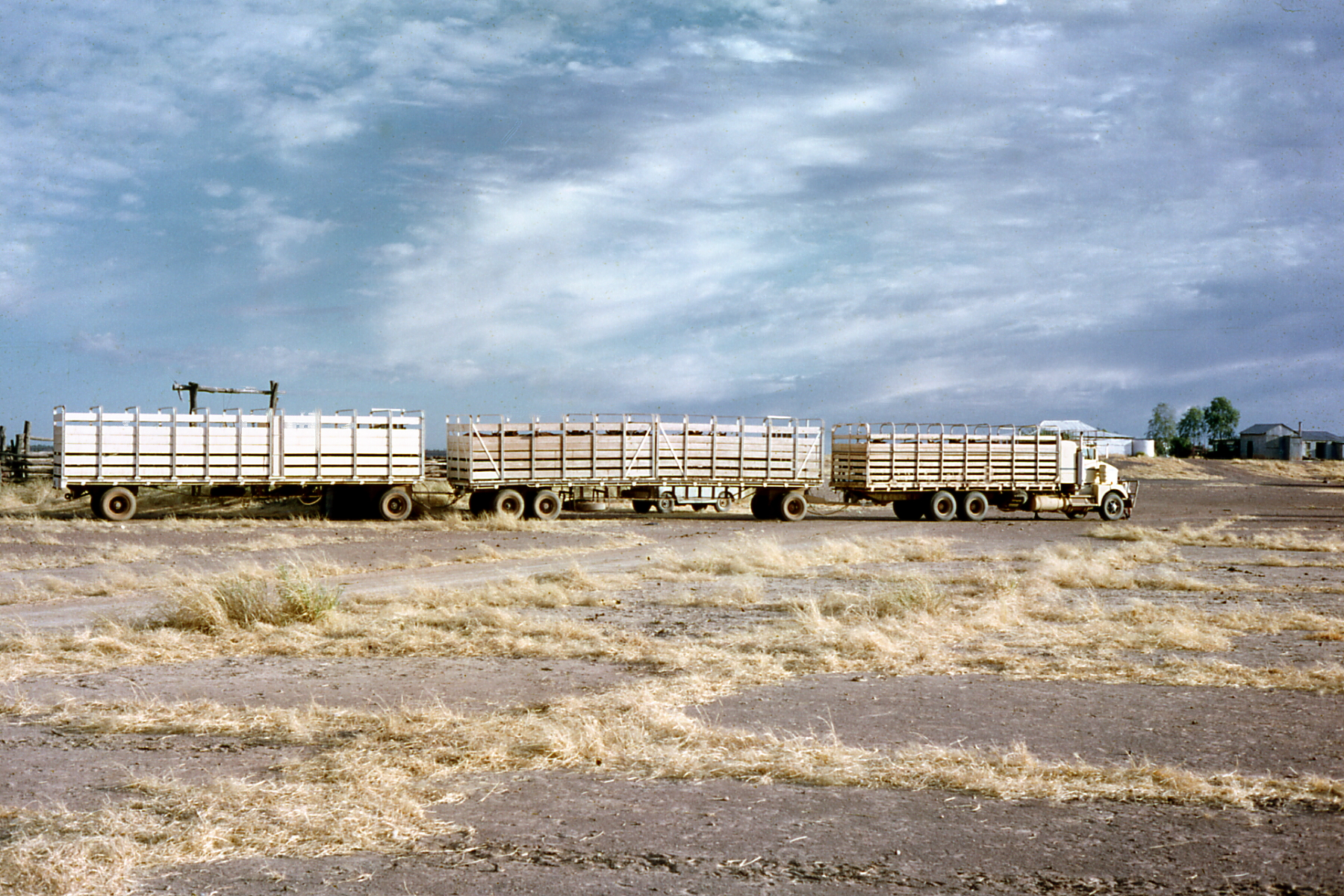
Régi szarvasmarhákat szállító tehergépkocsi-szerelvény

A Kimberley regionális gazdasága sokszínűséget mutat. A régió gazdasági teljesítményéhez leginkább a bányászat, az építőipar, az idegenforgalom, a kiskereskedelem, a mezőgazdaság és a gyöngytenyésztés járul hozzá.
A kimberley-i partvidéken fekvő Broome virágzó gyöngytenyésztéséről híres; a nagyobb vállalatok közé tartozik a Paspaley Pearls, Clipper Pearls, Broome Pearls és a Willie Creek Pearl Farm.
A világ éves gyémánttermelésének egyharmadát Argyle és Ellendale gyémántbányái adják. A Blina olajmezőn kőolajat termelnek, a földgázkitermelés pedig inkább part menti vizekre jellemző. A cink és ólom bányászata Fitzroy Crossing közelében, míg a nikkel kitermelése Halls Creek mellett folyik. A fémek szállítására a legközelebbi exportbázist Derby jelenti.
A gazdaság hagyományosan a régió területének nagy részére kiterjedő, legelőbérleti rendszeren alapult. Manapság mezőgazdasági tevékenységeket elsősorban a Kununurra közeli, Ord-folyó menti, öntözött területeken folytatnak. Kimberley nyugati részén az öntözéses szántóföldi gazdálkodás ugyan mára megszűnt, ez a terület és Broome gyümölcstermesztéséről híres. Ezen kívül Kimberley-ben húsmarhákat tenyésztenek, főleg élő exportra, ugyanis Broome és Derby húsüzemei pénzügyi nehézségek miatt bezártak, és ezért húsfeldolgozást ma már csak Wyndhamben végeznek.
Az Argyle-tóban barramundit tenyésztenek, Broome-ban, a kikötő közelében akvakultúrás gazdálkodás folyik, illetve Kimberley-ben a halászat is jelentősnek számít.
Kimberley régióban és annak szomszédságában működik Ausztrália néhány kiemelkedő őslakos művésze, illetve művészeti központja. Egyes művészek – például Paddy Bedford és Freddie Timms –nemzetközi hírnévre tettek szert; számos őslakos tulajdonú és vezetésű művészeti központ és vállalat segíti a művészeket; kiállításokat szervez és műtárgyakat értékesít. A művészeti központok tevékenységeit az Északi Területen, Kimberley-ben és Arnhem-földön működő szervezet, az Aboriginal Artists Association of Northern, Kimberley and Arnhem koordinálja. Ugyanakkor azzal a kérdéssel, hogy az őslakos művészeket egyes vállalkozások és magánszemélyek a művészekre nézve hátrányosan mennyiben használják ki, még az ausztrál szenátus egyik parlamenti bizottsági jelentése is foglalkozott.
Az idegenforgalom várhatóan a jövőben is Kimberley gazdasági növekedésének egyik fő forrása marad. 2010-ben, 2011-ben és 2012-ben évente átlagosan közel 300 ezer belföldi és külföldi látogató érkezett a régióba.

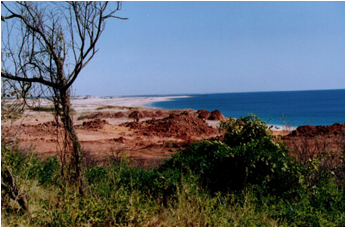
A Leveque-fok
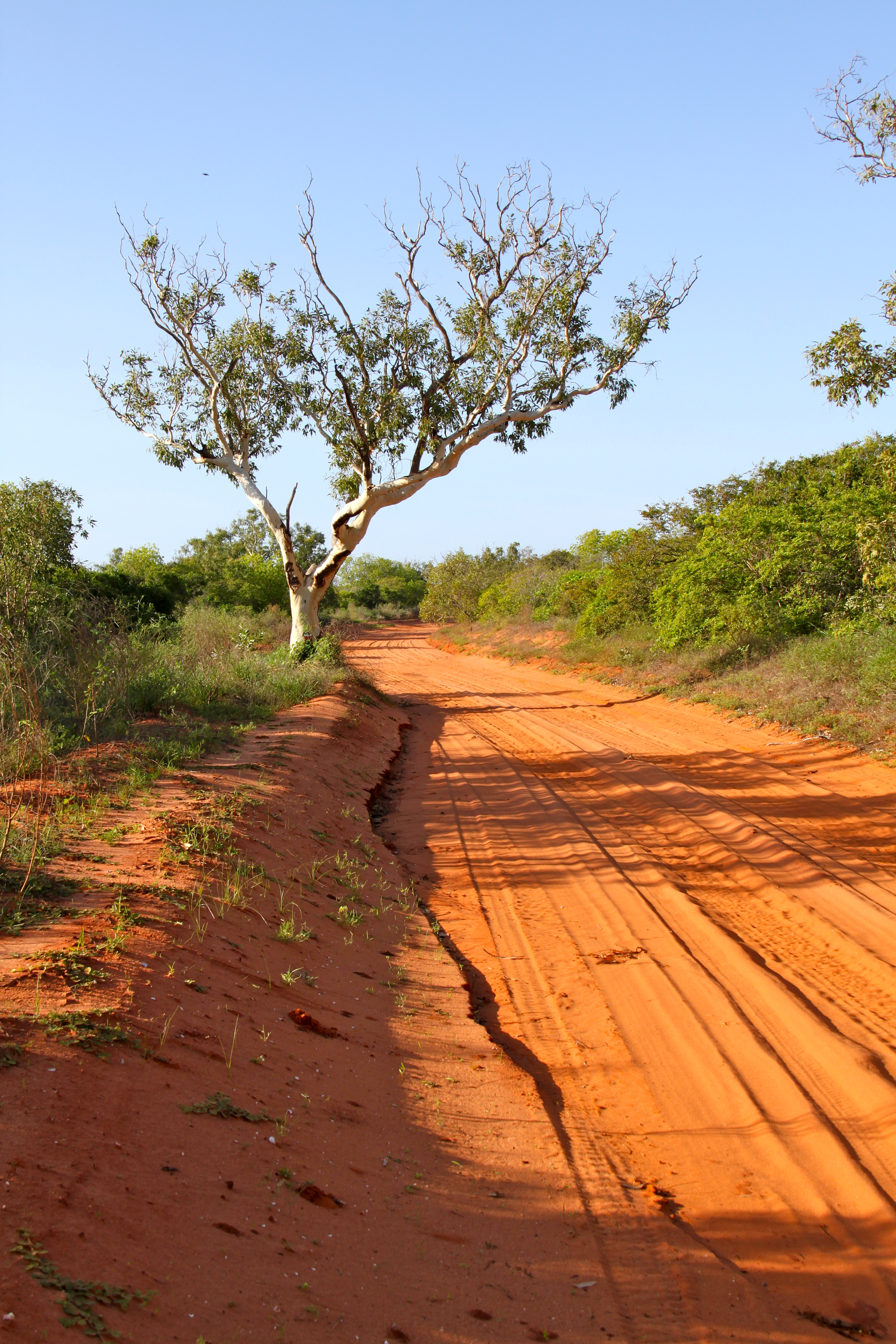
Pindan táj James Price Point közelében
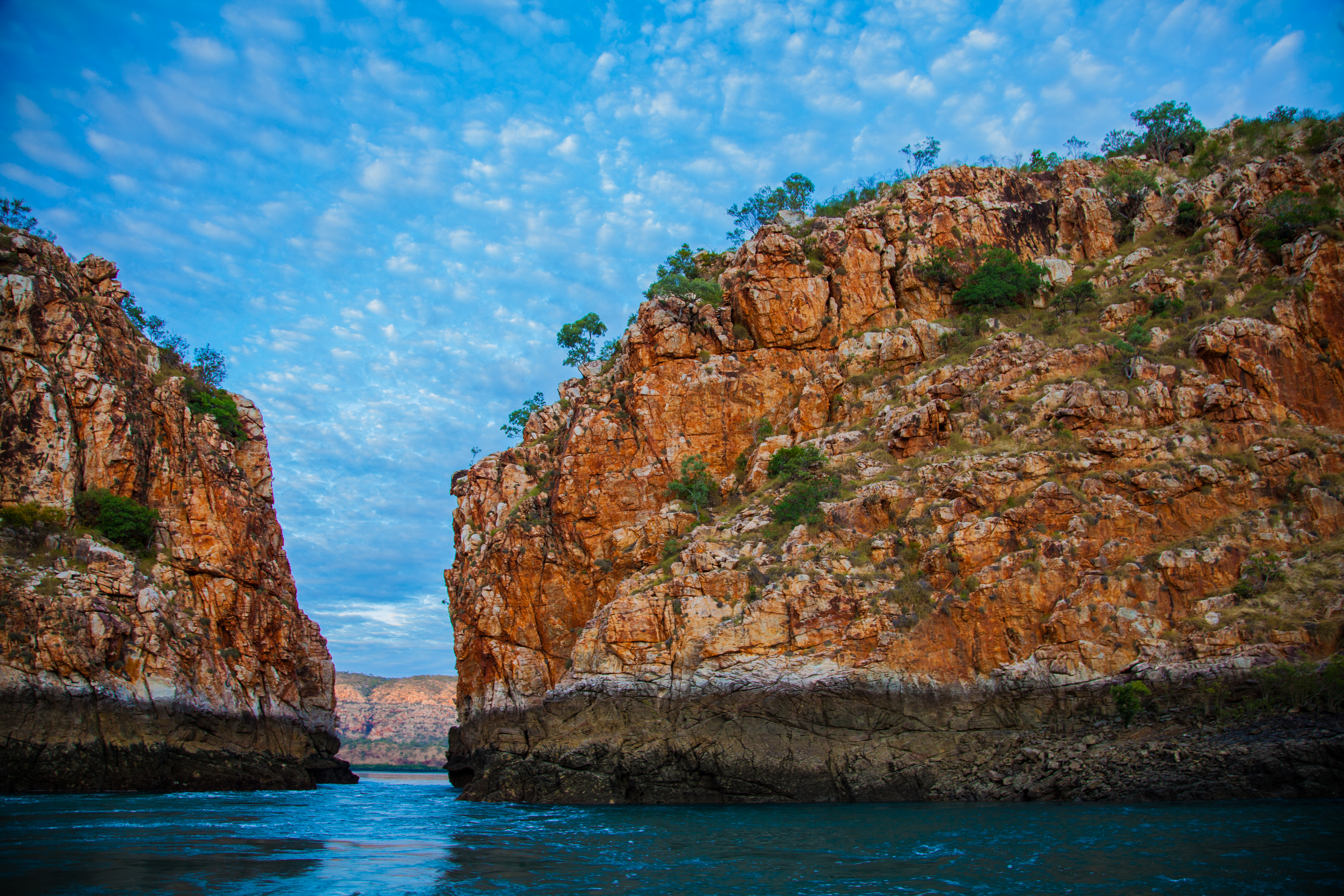
„Vízszintes vízesés”
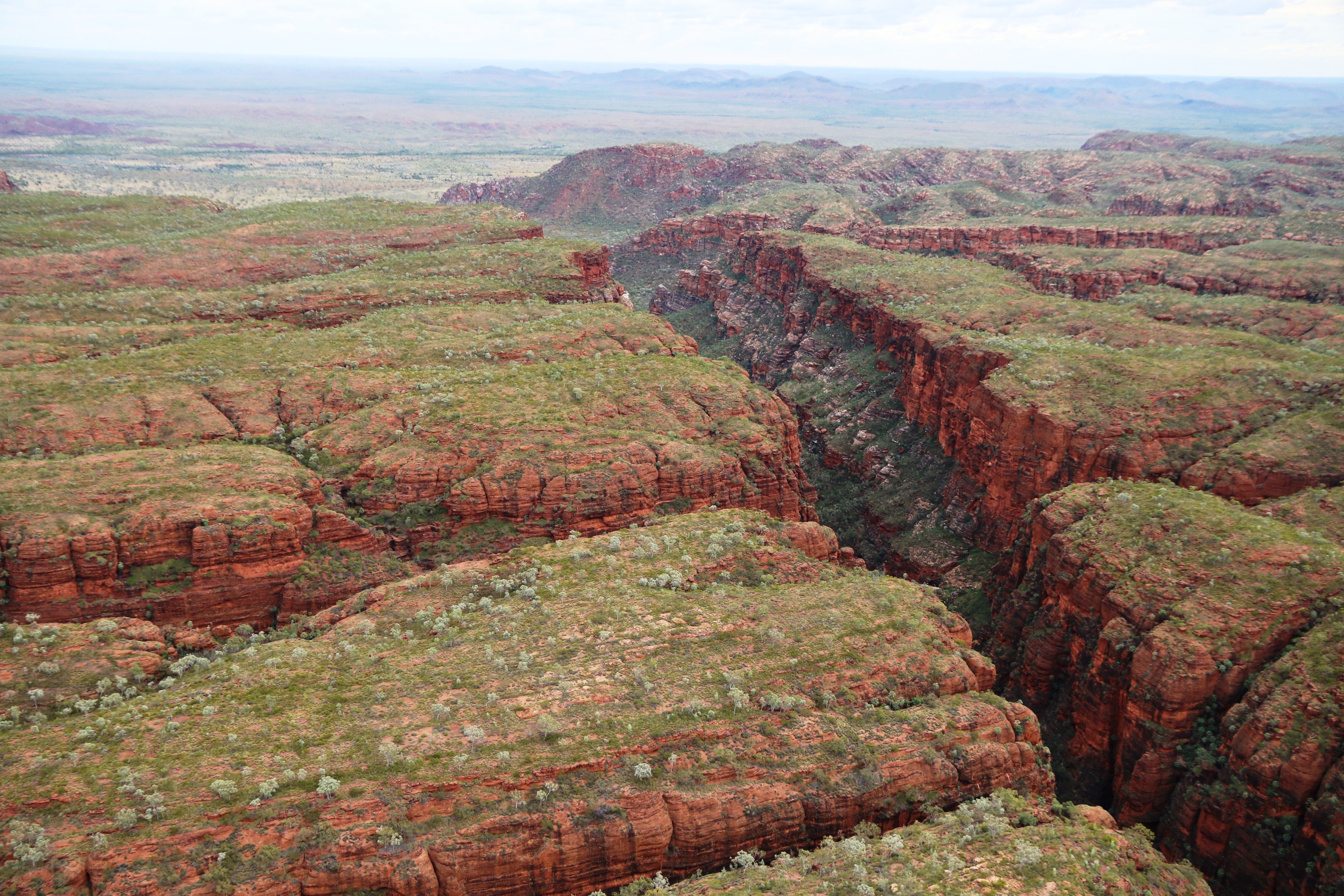
A Bungle Bungle-hegység sziklaformái, Purnululu Nemzeti Park
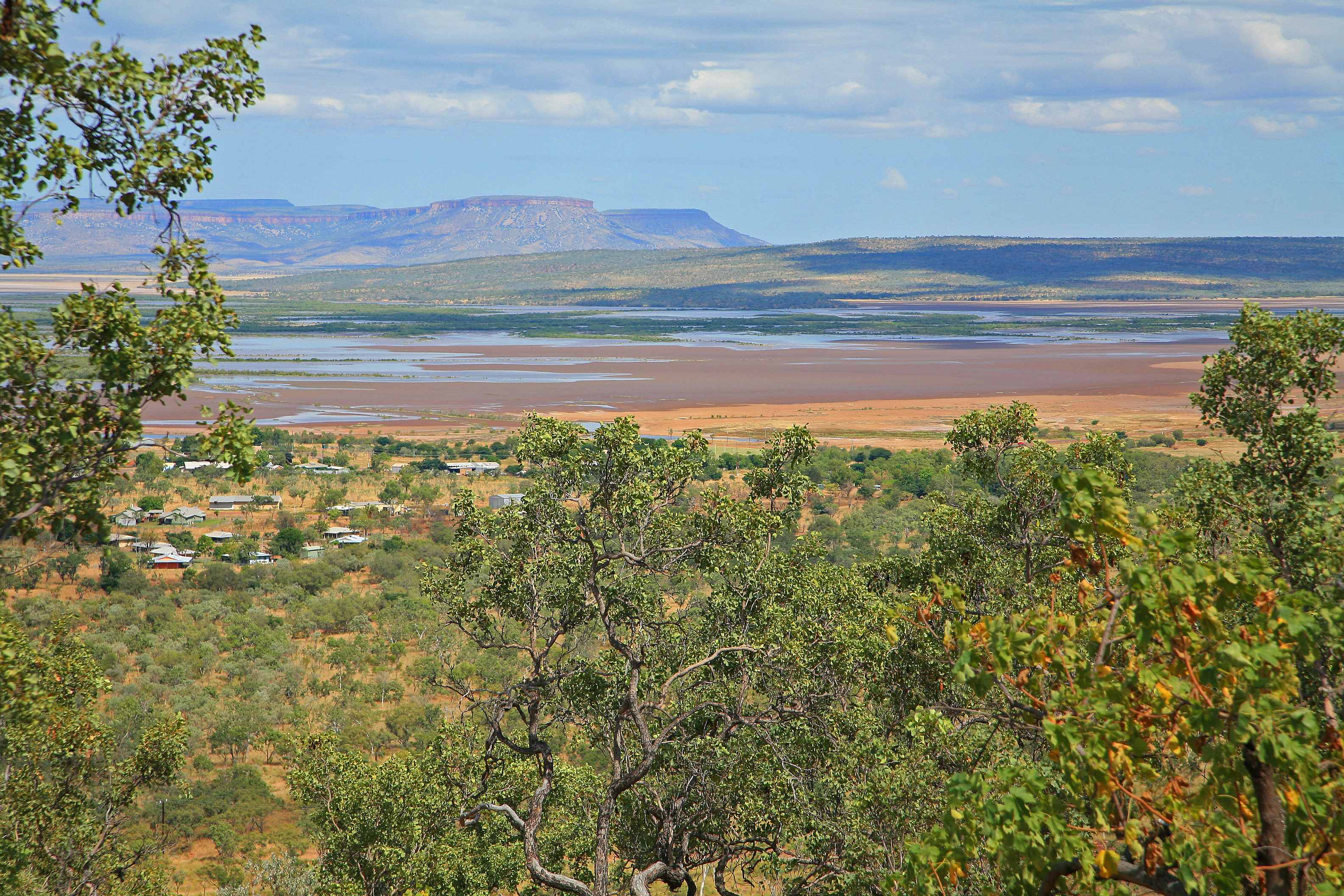
Táj Wyndham mellett

## Fordítás
Ez a szócikk részben vagy egészben  a   Kimberley (Western Australia) című angol Wikipédia-szócikk ezen változatának fordításán alapul.  Az eredeti cikk szerkesztőit annak laptörténete sorolja fel. Ez a jelzés csupán a megfogalmazás eredetét és a szerzői jogokat jelzi, nem szolgál a cikkben szereplő információk forrásmegjelöléseként.